# Xã Seventy-Six, Quận Sumner, Kansas
Xã Seventy-Six (tiếng Anh: Seventy-Six Township) là một xã thuộc quận Sumner, tiểu bang Kansas, Hoa Kỳ. Năm 2010, dân số của xã này là 245 người.